# 孙堪
孙堪（1482年—1553年），字伯子，号志健，浙江余姚县人，明朝武官。忠臣孫燧长子。嘉靖五年武状元。

## 生平
出身于浙江绍兴府余姚县横河镇（在今慈溪市境）的孙氏家族。父孫燧为宸濠之亂殉国，赠礼部尚书谥忠烈。孙堪因父荫承袭锦衣卫正千户。大明嘉靖丙戌（1526年）登武状元。擢署都督府同知衔。嘉靖八年（1529年）升都指挥佥事，佥书浙江都司。嘉靖十五年（1536年）改任锦衣卫南镇抚司管事。嘉靖二十二年（1543年）升都督佥事，掌前军都督府事。因清廉自持、体恤下属、革除积弊、整顿防务而声誉卓著。
嘉靖二十九年（1550年），西北边境盗贼流窜、边寇四处劫掠。因孙堪素熟拈弩机弓法，左都督陆炳上奏，请孙堪教习京城禁卫军用弩。孙堪于是亲自编写弩机的制法操练，训练上万军士，还制定了考核标准成为军训惯例。

## 其他
孙堪事母甚孝，在京师赡养老母二十余年。母亲九十余而寿终，孙已是72岁老人，亲自扶灵自京师赴余姚，在钱塘（今杭州）旅次于嘉靖三十二年（1553年）因体力不济而辞世。
孙堪也是当时闻名的画家，擅长写菊，有传世作品风格工丽。并在庭院自耕自种菊花。工古文诗词，学识广博，著有《孙孝子集》二十卷，《忠烈编》九卷等。

## 家庭三代
- 父孫燧，弘治六年進士，江西巡抚赠礼部尚书文渊阁大学士特进光禄大夫谥忠烈[6]
  - 孙堪，荫袭锦衣卫正千户，嘉靖丙戌武状元，都督佥事掌前军都督府事
    - 独子孙钰，荫袭锦衣卫正千户，嘉靖三十二年武进士，都督同知
      - 孙孙如津，荫袭锦衣卫正千户，隆庆戊辰武进士，都督佥事[7]

## 出处
1. 1 2 3  . 慈溪新闻网.   [2015-09-22]. （原始内容存档于2016-03-05）.
2. ↑  . 2012-04-27  [2015-09-22]. （原始内容存档于2016-03-04）.
3. ↑  . 2008-07-08  [2015-09-22]. （原始内容存档于2016-03-04）.
4. ↑  . 2006-03-16  [2015-09-22]. （原始内容存档于2019-08-15）.
5. ↑  .   [2015-09-22]. （原始内容存档于2015-09-23）.
6. ↑  . 中国历代名人图像细览.   [2015-09-22]. （原始内容存档于2019-02-13）.